# Дружинці
Дружи́нці (болг. Дружинци) — село в Кирджалійській області Болгарії. Входить до складу общини Кирково.

## Населення
За даними перепису населення 2011 року у селі проживали 332 особи.
Національний склад населення села:
| Національність   | Кількість осіб | Відсоток |
| ---------------- | -------------- | -------- |
| болгари          | 193            | 96,5%    |
| турки            | 0              | 0%       |
| цигани           | 0              | 0%       |
| не визначились   | 6              | 3,0%     |
| Всього відповіли | 200            |          |

Розподіл населення за віком у 2011 році:
Динаміка населення: